# Veillonella parvula subsp. parvula
Veillonella parvula subsp. parvula  è una sottospecie di batterio appartenente alla famiglia delle Acidaminococcaceae.